# Philipp Affolter
Philipp Affolter  (* 5. April 1997) ist ein Schweizer Unihockeyspieler, der beim Nationalliga-A-Verein SV Wiler-Ersigen unter Vertrag steht.

## Karriere

### Verein
Affolter lernte die ersten Schritte im Unihockey beim UHC Oekingen, bevor er in die Nachwuchsabteilung des Schweizer Rekordmeisters SV Wiler-Ersigen wechselte. Er absolvierte seine ersten Nationalliga-A-Partien während der Saison 2015̈/16.

### Nationalmannschaft
2020 wurde Affolter zum ersten Mal für die U23-Nationalmannschaft aufgeboten.

### Trainerkarriere
Nach seinem Rücktritt beim SV Wiler-Ersigen, ging Affolter wieder zurück zu dem Verein, in dem die Karriere startete. Ab der Saison 24/25 trainiert er an der Seite von Franziska Müller (Ebenfalls Spielerin des UHCO) die A-Juniorinnen. Nebenbei spielt er noch beim Herren 1 des Vereins. Wobei er die Juniorinnen deutlich lieber hat.